# Меланфий (сын Долия)
Мела́нфий (др.-греч. Μελάνθιος), сын Долия — второстепенный персонаж «Одиссеи» Гомера. Раб Одиссея, козопас; в отличие от других пастухов (Евмея и Филетия), оставшихся верными хозяину, оскорбил Одиссея, когда тот был в образе нищего. Позже убит им. Схвачен, связан и подвешен к потолку, затем разрезан на части и скормлен собакам (этот эпизод упоминает Феокрит). Гигин ошибочно называет его одним из женихов.

## Мифология
Меланфий доставляет лучших коз стада на пир для женихов Пенелопы. Он служит женихам за обеденным столом, наливая им вино и зажигая огонь в зале по их приказу. Многие из них, по-видимому, относятся к нему благосклонно: в тексте сказано, что к Евримаху «был он усердней, нежели к прочим», и ему разрешено есть в одном зале с женихами.
Одиссей, переодетый нищим и в сопровождении Евмея, встречает Меланфия по пути в город у источника, посвящённого нимфам. Меланфий издевается над Одиссеем и пинает его в бедро, не подозревая, что он в действительности оскорбляет своего хозяина; Одиссей хочет напасть на него, но сдерживается. Позже, когда Одиссей предстаёт перед женихами, Меланфий утверждает, что он ничего не знает о незнакомце и что только Евмей в ответе за то, что привёл его. Его речь приводит к тому, что женихи делают выговор Евмею.
В начале боя с женихами Меланфий приносит женихам оружие и доспехи, похищая их из оружейной комнаты. Евмей и Филетий ловят его там. По приказу Одиссея они связывают предателя и подвешивают за руки к стропилам, после чего Евмей издевается над ним. Когда битва выиграна, Телемах (сын Одиссея), Евмей и Филофей вешают двенадцать неверных рабынь (в том числе, возможно, Меланфо, сестру Меланфия, которая была ранее охарактеризована как неверная), прежде чем обратить свое внимание на Меланфия. Они отводят его во внутренний двор, отрезают ему нос и уши, отрубают мечом его гениталии и скармливают псам, а затем четвертуют его.